# Сан, Огюстен Симон
Поль Тирезьяс Огюстен Симон Сан (фр. Paul Tirésias Augustin Simon Sam; 15 мая 1835, Кап-Аитьен, Гаити — 11 мая 1916, Порт-о-Пренс, Гаити) — гаитянский государственный деятель, президент Республики Гаити (1896—1902).

## Биография
После окончания школы выбрал военную карьеру, дослужившись до звания генерала.
В июле-октябре 1879 г. входил в состав Временного правительства Гаити, в сентябре-ноябре занимал пост министра сельского хозяйства и внутренних дел.
В 1887—1888 и 1894—1896 гг. — военно-морской министр Гаити.

## Президентство
Симон Сан был утвержден на пост президента Национального Собрания через неделю после смерти предшественника Флорвиля Ипполита.
Одним из самых важных событий его президентства стало «дело Людерса», связанное с фактической капитуляцией президента перед надуманными германо-американскими требованиями с учетом захода в столичный порт германских военных судов. Эти события привели к потере его прежней репутации в народе.
Несмотря на постоянное давление со стороны Соединенных Штатов и Германии, его правление оценивается как относительно стабильное. Уделял внимание инфраструктурному развитию. Помимо строительства нового дворца правосудия в Порт-о-Пренсе, была проведена железнодорожная линия между столицей и озером Этан-де-Соматр и его родиной Гран-Ривьер-дю-Нор и городом Кап-Аитьен на севере Гаити. Была создана Школа прикладных исследований (École des Sciences Appliqués), которая специализировалась на обучении молодых инженеров и архитекторов. В 1900 году правительство подписало договор о сотрудничестве с Францией, в 1902 году — договор о натурализации с США.
В то же время были подписаны неудачные кредитные соглашения с высокими процентными ставками, что усугубило финансовый кризис, поскольку почти все налоговые поступления использовались для обслуживания долга. При этом консолидация ссуды привела к повсеместному взяточничеству, которое затронуло президента, его семью, министров и иностранных граждан, что в конечном итоге привело к финансовому хаосу и экономической катастрофе. При его правительстве также началась иммиграция ливанцев, которых на Гаити называли сирийцами. Открытие ими небольших магазинов сначала привело к некоторому оздоровлению экономической ситуации, но в 1896 г. она снова ухудшилась из-за падения цен на кофе в мировой торговле.

## Дальнейшая жизнь
Подал заявление об отставке в Национальное собрание Гаити 12 мая 1902 г., за три дня до истечения конституционного срока его президентского срока. На следующий день он покинул Порт-о-Пренс. В переходный период власть принадлежала временному правительству, которое возглавил генерал Пьер Теома Буарон-Каналь, оно несло ответственность за поддержание правопорядка перед выборами нового президента.
После своей отставки он уехал в изгнание во Францию и не возвращался на Гаити до 1914 года, где он и умер два года спустя.
Сын политика, Вильбрэн Гийом Сан, также занимал пост главы государства с февраля по июль 1915 г.